# Cambaridae
De Cambaridae zijn een familie van zoetwaterkreeften. Vertegenwoordigers van deze familie komen vooral voor in Noord-Amerika, ten oosten van de Continental Divide. De familie heeft ook, maar minder, vertegenwoordigers in het oosten van Azië. Enkele soorten komen wijdverspreid voor. Daaronder de ook in Europa ingevoerde gevlekte Amerikaanse rivierkreeft (Faxonius limosus) en de rode Amerikaanse rivierkreeft (Faxonius clarkii).
Over de taxonomische status van deze familie bestaat twijfel sinds een moleculair genetisch onderzoek uit 2006. Daarin werd verondersteld dat de Cambaridae een parafyletische groep vormen, waarvan ook de tot dan als aparte familie opgevatte Astacidae deel uitmaken.

## Geslachten
- Barbicambarus
- Bouchardina
- Cambarellus
- Cambaroides
- Cambarus
- Creaserinus
- Distocambarus
- Fallicambarus
- Faxonella
- Faxonius
- Hobbseus
- Lacunicambarus
- Orconectes
- Procambarus
- Troglocambarus

## In Nederland waargenomen soorten
- Geslacht Faxonius
  - Faxonius immunis – Calicotrivierkreeft
  - Faxonius juvenilis – Kentuckyrivierkreeft
  - Faxonius limosus – Gevlekte Amerikaanse rivierkreeft
  - Faxonius rusticus – Roestbruine Amerikaanse rivierkreeft
  - Faxonius virilis – Geknobbelde Amerikaanse rivierkreeft
- Geslacht Procambarus
  - Procambarus acutus – Gestreepte Amerikaanse rivierkreeft
  - Procambarus alleni – Floridarivierkreeft
  - Procambarus clarkii – Rode Amerikaanse rivierkreeft
  - Procambarus fallax – Everglades-moeraskreeft
  - Procambarus virginalis – Marmerkreeft